# Bayerisches Hauptmünzamt

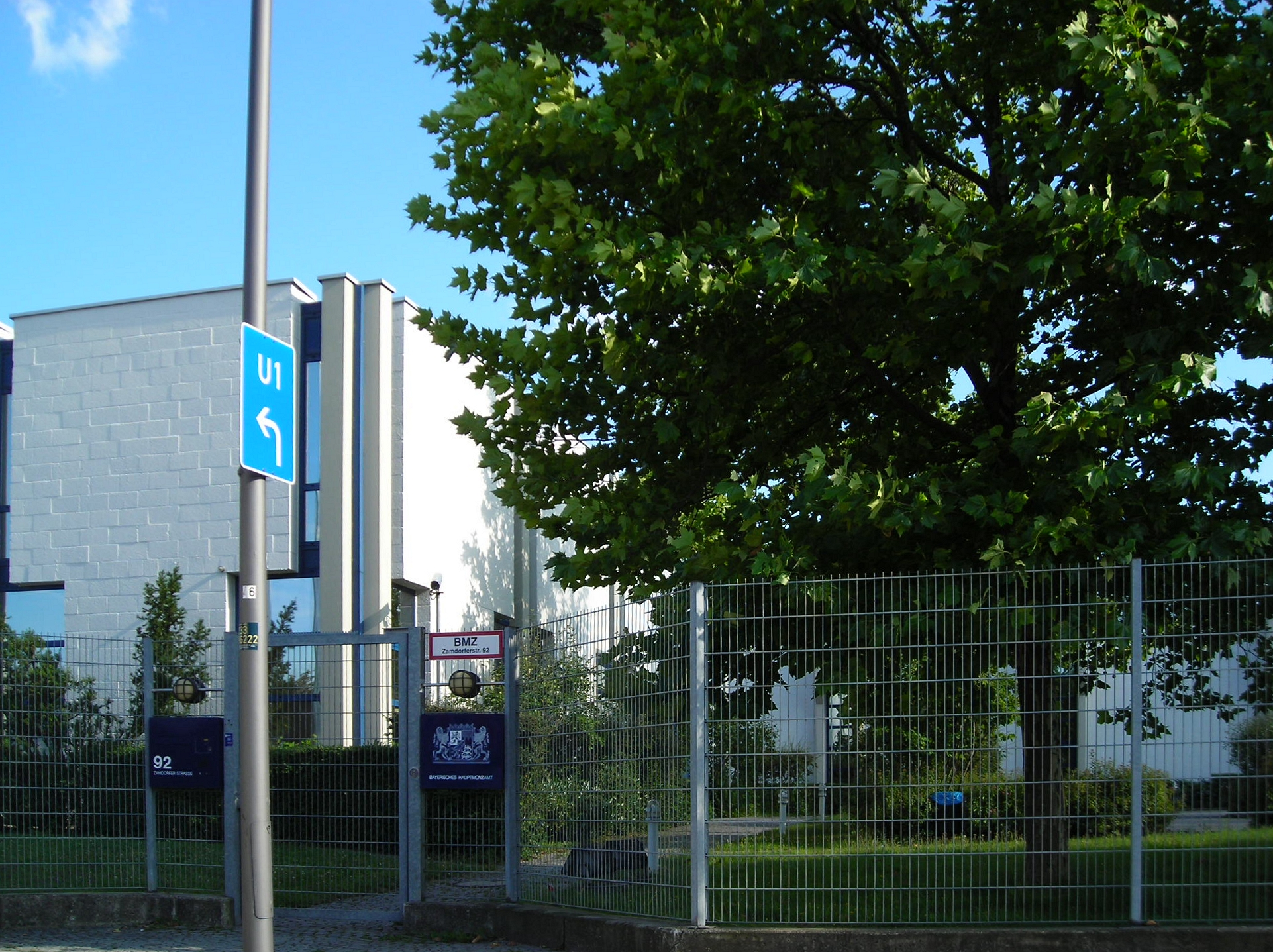
Bureau de la Bayerisches Hauptmünzamt.

La « Bayerisches Hauptmünzamt » est une fabrique de monnaie allemande située à Munich.
C'est une des cinq fabriques de pièces de monnaie allemandes (pièces de circulation et pièces de collection). Ces pièces peuvent être facilement reconnues, elles portent en effet un « D » frappé, et ce depuis 1871 (fondation de l'Empire allemand).
Elle est avec les monnaies de Berlin, Stuttgart, Karlsruhe et Hambourg une des cinq fabriques de monnaies allemandes. Celle-ci frappe environ 21 % de toutes les pièces allemandes.